# Infinite volte (Lorenzo Fragola)
Infinite volte è un singolo del cantante italiano Lorenzo Fragola, pubblicato il 10 febbraio 2016 come primo estratto dal secondo album in studio Zero Gravity.

## Descrizione
Traccia d'apertura dell'album, Infinite volte è stata scritta dallo stesso Fragola insieme a Rory Di Benedetto, Rosario Canale, Fabrizio Ferraguzzo e Antonio Filippelli, ed è stata presentata dal cantante al Festival di Sanremo 2016, dove si è classificato al 5º posto.
Fragola ha descritto il brano come una ballata malinconica che racconta «una storia d'amore di quelle che ti capitano poche volte nella vita».

## Video musicale
Il videoclip, diretto da Antonio Usbergo e Niccolò Celaia e girato a Brighton (Regno Unito),, è stato pubblicato il 10 febbraio 2016 attraverso il canale YouTube del cantante.

## Tracce
Testi e musiche di Lorenzo Fragola, Rory Di Benedetto, Rosario Canale, Fabrizio Ferraguzzo e Antonio Filippelli.
1. Infinite volte – 3:26

## Classifiche
| Classifica (2016) | Posizione massima |
| ----------------- | ----------------- |
| Italia            | 7                 |